# Gerrit Bloemink
Gerrit Bloemink (12 juni 1947) is een Nederlands voormalig voetbalbestuurder. Hij was van 2000 tot 2002 voorzitter van betaaldvoetbalclub FC Utrecht.
Bloemink werkte als accountant bij PricewaterhouseCoopers en was daarnaast sinds 1995 penningmeester bij de Utrechtse voetbalclub, voordat hij op 1 juli voorzitter Hans Herremans opvolgde. Onder zijn leiding speelde de club voor het eerst in tien jaar weer Europees voetbal (de club werd in de tweede ronde van de UEFA Cup echter uitgeschakeld door AC Parma) en ook de bekerfinale werd bereikt.
Eind september 2002 maakte Bloemink bekend terug te treden, omdat hij zijn voorzitterschap niet kon combineren met zijn baan als registeraccountant. Hij werd op 1 oktober opgevolgd door Erik Jan Visser, tot dan lid van de raad van commissarissen.